# Veliko Bonjince
Veliko Bonjince (em cirílico: Велико Боњинце) é uma vila da Sérvia localizada no município de Babušnica, pertencente ao distrito de Pirot, na região de Lužnica. A sua população era de 273 habitantes segundo o censo de 2011.

## Demografia
| 1948 | 1953 | 1961 | 1971 | 1981 | 1991 | 2002 | 2011 |
| ---- | ---- | ---- | ---- | ---- | ---- | ---- | ---- |
| 1438 | 1408 | 1246 | 952  | 835  | 678  | 459  | 273  |